# Nephrodium murrayi
Nephrodium murrayi là một loài dương xỉ trong họ Dryopteridaceae. Loài này được Jenman mô tả khoa học đầu tiên năm 1908.
Danh pháp khoa học của loài này chưa được làm sáng tỏ. 